# 巴金 (英國國會選區)
巴金（英語：Barking），英國國會一自治市選區，包括大倫敦巴金-達格納姆區的十一個選區。
始設於1945年。本區一直是工黨的鐵票區，但在2005年起極右的英國國民黨在該區崛起，取得約15%的選票。自1994年起任當區議員的瑪格麗特·霍奇在2010年大選中以54.3%選票再度連任。